# بورجا هررا
بورجا هررا (انگلیسی: Borja Herrera؛ زادهٔ ۸ ژانویهٔ ۱۹۹۳) بازیکن فوتبال اهل اسپانیا است.
از باشگاه‌هایی که در آن بازی کرده‌است می‌توان به باشگاه فوتبال رئال وایادولید اشاره کرد.